# Le Raincy
Le Raincy est une commune française située dans le département de la Seine-Saint-Denis, dont elle est sous-préfecture, en région Île-de-France.
Atypique dans le département, parfois surnommée « petit Neuilly du 93 », elle apparaît comme une ville dont les habitants sont, en moyenne, relativement aisés, puisque le revenu fiscal médian par ménage y était en 2011 non seulement le troisième plus élevé du département, après Gournay-sur-Marne et Coubron (39 344 € en 2011 contre 26 944 € en Seine-Saint-Denis), mais aussi nettement supérieur à celui de l'Île-de-France : 34 913 €.
Ses habitants sont appelés les Raincéens.

## Géographie

### Localisation
Le Raincy est entouré des cinq communes suivantes :
- au nord-ouest : Livry-Gargan
- au nord-est : Clichy-sous-Bois
- au sud-est : Gagny
- au sud : Villemomble
- à l'ouest : Les Pavillons-sous-Bois

### Communes limitrophes
Les communes limitrophes sont  Clichy-sous-Bois, Gagny, Les Pavillons-sous-Bois, Livry-Gargan et Villemomble.

### Géologie et relief
La ville a une altitude moyenne de 76 m, le quartier du Plateau culmine à 120 m.

### Hydrographie
Le Raincy est traversée par l'aqueduc de la Dhuis, un aqueduc souterrain bâti sous Napoléon III pour approvisionner Paris en eau potable, mais également par l'aqueduc Saint-Fiacre. Ce dernier prenait source dans l'étang des Sept-Îles à Montfermeil et approvisionnait les fontaines du château du Raincy.

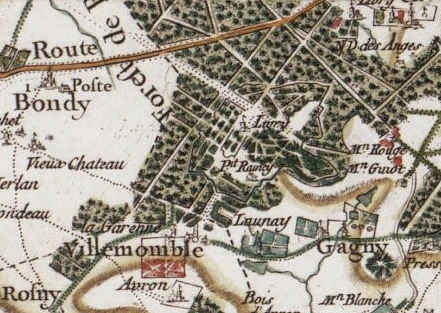
Le Raincy vers 1780 (carte de Cassini).

### Climat
Pour des articles plus généraux, voir Climat de l'Île-de-France et Climat de la Seine-Saint-Denis.
En 2010, le climat de la commune est de type climat océanique dégradé des plaines du Centre et du Nord, selon une étude du CNRS s'appuyant sur une série de données couvrant la période 1971-2000. En 2020, Météo-France publie une typologie des climats de la France métropolitaine dans laquelle la commune est exposée à un climat océanique altéré et est dans la région climatique Sud-ouest du bassin Parisien, caractérisée par une faible pluviométrie, notamment au printemps (120 à 150 mm) et un hiver froid (3,5 °C).
Pour la période 1971-2000, la température annuelle moyenne est de 11,2 °C, avec une amplitude thermique annuelle de 15,1 °C. Le cumul annuel moyen de précipitations est de 683 mm, avec 10,4 jours de précipitations en janvier et 7,8 jours en juillet. Pour la période 1991-2020, la température moyenne annuelle observée sur la station météorologique la plus proche, située sur la commune de Neuilly-sur-Marne à 5 km à vol d'oiseau, est de 12,3 °C et le cumul annuel moyen de précipitations est de 721,2 mm,. Pour l'avenir, les paramètres climatiques de la commune estimés pour 2050 selon différents scénarios d'émission de gaz à effet de serre sont consultables sur un site dédié publié par Météo-France en novembre 2022.
| Mois                                  | jan.           | fév.             | mars          | avril         | mai           | juin          | jui.          | août          | sep.          | oct.            | nov.            | déc.            | année     |
| ------------------------------------- | -------------- | ---------------- | ------------- | ------------- | ------------- | ------------- | ------------- | ------------- | ------------- | --------------- | --------------- | --------------- | --------- |
| Température minimale moyenne (°C)     | 2,1            | 1,9              | 4             | 6,2           | 9,8           | 13,1          | 15,1          | 14,7          | 11,2          | 8,5             | 5               | 2,6             | 7,8       |
| Température moyenne (°C)              | 4,9            | 5,4              | 8,5           | 11,5          | 15,1          | 18,4          | 20,7          | 20,4          | 16,6          | 12,7            | 8,1             | 5,4             | 12,3      |
| Température maximale moyenne (°C)     | 7,7            | 9                | 13,1          | 16,8          | 20,4          | 23,8          | 26,2          | 26,2          | 22            | 16,9            | 11,3            | 8,1             | 16,8      |
| Record de froid (°C) date du record   | −17 17.01.1985 | −12,5 08.02.1991 | −9,5 13.03.13 | −4,3 06.04.21 | −0,6 06.05.19 | 4 04.06.01    | 7,5 31.07.15  | 5 30.08.1986  | 1,5 30.09.18  | −4,5 30.10.1997 | −8,7 24.11.1998 | −8,9 29.12.1996 | −17 1985  |
| Record de chaleur (°C) date du record | 16,6 28.01.02  | 21,4 27.02.19    | 26,9 31.03.21 | 29,9 20.04.18 | 33,1 27.05.05 | 38,3 27.06.11 | 42,5 25.07.19 | 40,5 12.08.03 | 36,3 08.09.23 | 29,7 03.10.11   | 22,5 08.11.15   | 18 07.12.00     | 42,5 2019 |
| Précipitations (mm)                   | 57,7           | 50,6             | 51,5          | 50,2          | 72,4          | 62,4          | 64,4          | 60,4          | 52,2          | 60,5            | 62,8            | 76,1            | 721,2     |

### Voies de communication et transports
Le Raincy est desservie par :
- L'autoroute A3 (direction Gagny / Villemomble / Le Raincy). Il faut toutefois traverser la ville de Villemomble pour y accéder.
- L'autoroute A86 sortie Le Raincy. Il faut traverser Villemomble et une partie de Rosny-sous-Bois pour y accéder.
- les transports en commun suivants :
  - Ligne E du RER : Le Raincy - Villemomble - Montfermeil
  - Ligne 4 du tramway d'Île-de-France : Les Pavillons-sous-Bois et Allée de la Tour - Rendez-Vous
  - Lignes de bus RATP et Transdev TRA.
- piste cyclable le long du tram-train T4.

## Urbanisme

### Typologie
Au 1er janvier 2024, Le Raincy est catégorisée grand centre urbain, selon la nouvelle grille communale de densité à sept niveaux définie par l'Insee en 2022.
Elle appartient à l'unité urbaine de Paris, une agglomération inter-départementale regroupant 407 communes, dont elle est une commune de la banlieue,,. Par ailleurs la commune fait partie de l'aire d'attraction de Paris, dont elle est une commune du pôle principal,. Cette aire regroupe 1 929 communes,.

### Morphologie urbaine
Aucune rue n'est nommée comme telle au Raincy, les voies sont des allées, avenues, boulevards, villas, chemins,.
Le tracé des voies reprend partiellement le plan du parc du château du Raincy : l'avenue Thiers et l'avenue de Livry sont dues à Le Nôtre et desservaient l'entrée du château ; les autres voies reprennent les allées du parc du château, dessinées à l'anglaise probablement par Thomas Blaikie ou bien par Pottier, Chevalier de l'Ordre royal et militaire de Saint-Louis.
Le nom des voies fait souvent référence à l'ancienne configuration du parc et à son histoire :
- allée Augusta : faisant référence à Augusta Marie Jeanne de Bade, mère du duc d'Orléans ancien propriétaire du château du Raincy ;
- allée Baratin : mécène de la ville ;
- allée de l'Aqueduc-Saint-Fiacre : reprend le tracé de l'aqueduc qui approvisionnait les fontaines du château ;
- allée Frion : géomètre qui lotit le Raincy ;
- allée de l'Ermitage : référence à une anecdote qui s'est déroulée durant une chasse à courre dans le parc, les invités auraient vu un ermite se tapir dans les fourrés en effet durant les réceptions un domestique se déguisait en ermite et disait la bonne aventure aux hôtes ;
- allée Charles-Hildevert : ancien résistant[15] originaire du Raincy ;
- allée Hermann-Herold : mécène de la ville ;
- allée des Maisons-Russes : là où étaient construites les fameuses isba (maisons traditionnelles russes), sortes de « cottages » qui étaient une des originalités du parc du Raincy, et où résidaient les invités à des parties de chasse ;
- allée du Jardin-Anglais et de Finchley : le parc fut un des premiers en France à être configuré à l'anglaise, Finchley est la ville jumelée avec Le Raincy et se trouve dans le district londonien de Barnet en Angleterre ;
- allée Valère-Lefèbvre : mécène de la ville ;
- allée Gabriel : Gabriel Julien Ouvrard ancien propriétaire du Raincy ;
- allée Notre-Dame-des-Anges : reprend le chemin de pèlerinage menant à la chapelle du même nom, située à Clichy-sous-Bois ;
- avenue de la Résistance : anciennement avenue du Chemin-de-Fer ;
- square Maunoury : durant la Première Guerre mondiale, le général Maunoury y établit son quartier général au sein de l'actuelle mairie ;
- allée du Télégraphe : là où était implanté l'un des premiers télégraphes Chappe (détruit) ;
- avenue Thiers : Adolphe Thiers proposa la couronne de France à Louis-Philippe d'Orléans au Raincy ;
- allée du Village : durant les modifications apportées au parc par Thomas Blaikie, vers 1787, la main-d'œuvre qui était anglaise fut logée à cet endroit... qui donnait ainsi l'air d'un village « anglais ».

La ville a conservé son aspect architectural du XIXe siècle-début du XXe siècle, mais aussi sa verdure rappelant qu'elle fut d'abord un parc. On peut y observer de nombreuses demeures de maîtres où se mêlent tourelles, toitures en ardoises, jardins et voies bordées d'arbres centenaires.

### Logement
En 2009, le nombre total de logements dans la commune était de 6 813, alors qu'il était de 6 480 en 1999.
Parmi ces logements, 89,0 % étaient des résidences principales, 1,3 % des résidences secondaires et 9,7 % des logements vacants. Ces logements étaient pour 31,8 % d'entre eux des maisons individuelles et pour 67,7 % des appartements.
La proportion des résidences principales, propriétés de leurs occupants était de 63,5 %, en légère hausse par rapport à 1999 (60,7 %). La part de logements HLM loués vides (logements sociaux) était toujours inférieure au seuil légal de 20 % (passé depuis à 25%) défini par la loi SRU : 5,4 % contre 4,8 % en 1999, leur nombre ayant augmenté de 268 à 325.

## Toponymie

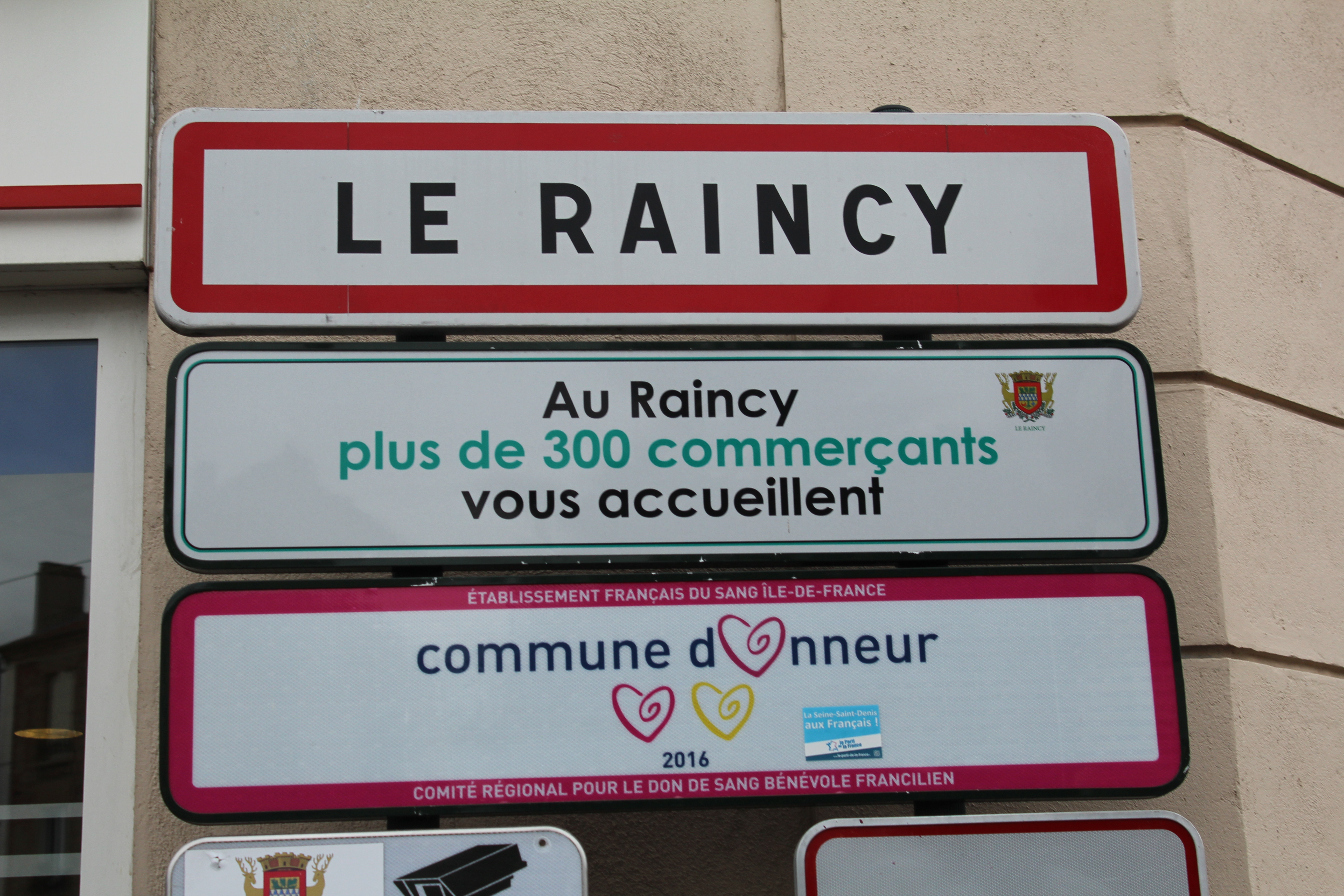
Panneau d'entrée.

Rinsiacum en 1238, Reinsiacum au XIIIe siècle, Les Raimsis au XVIIe siècle, Rainsy.
*Ramusciacus.

## Histoire

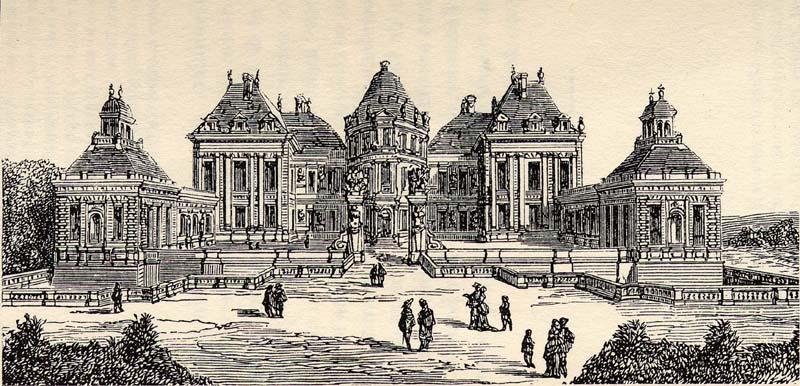
Le château du Raincy.

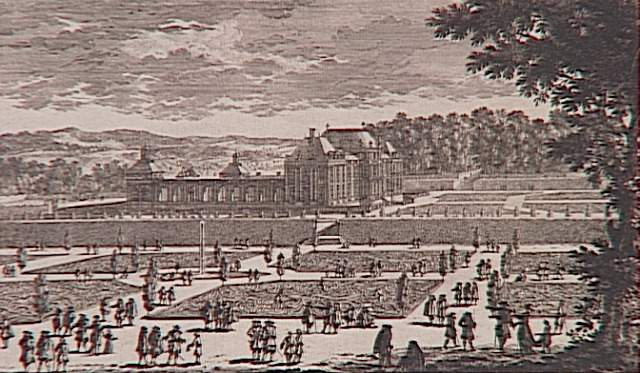
Le château du Raincy.

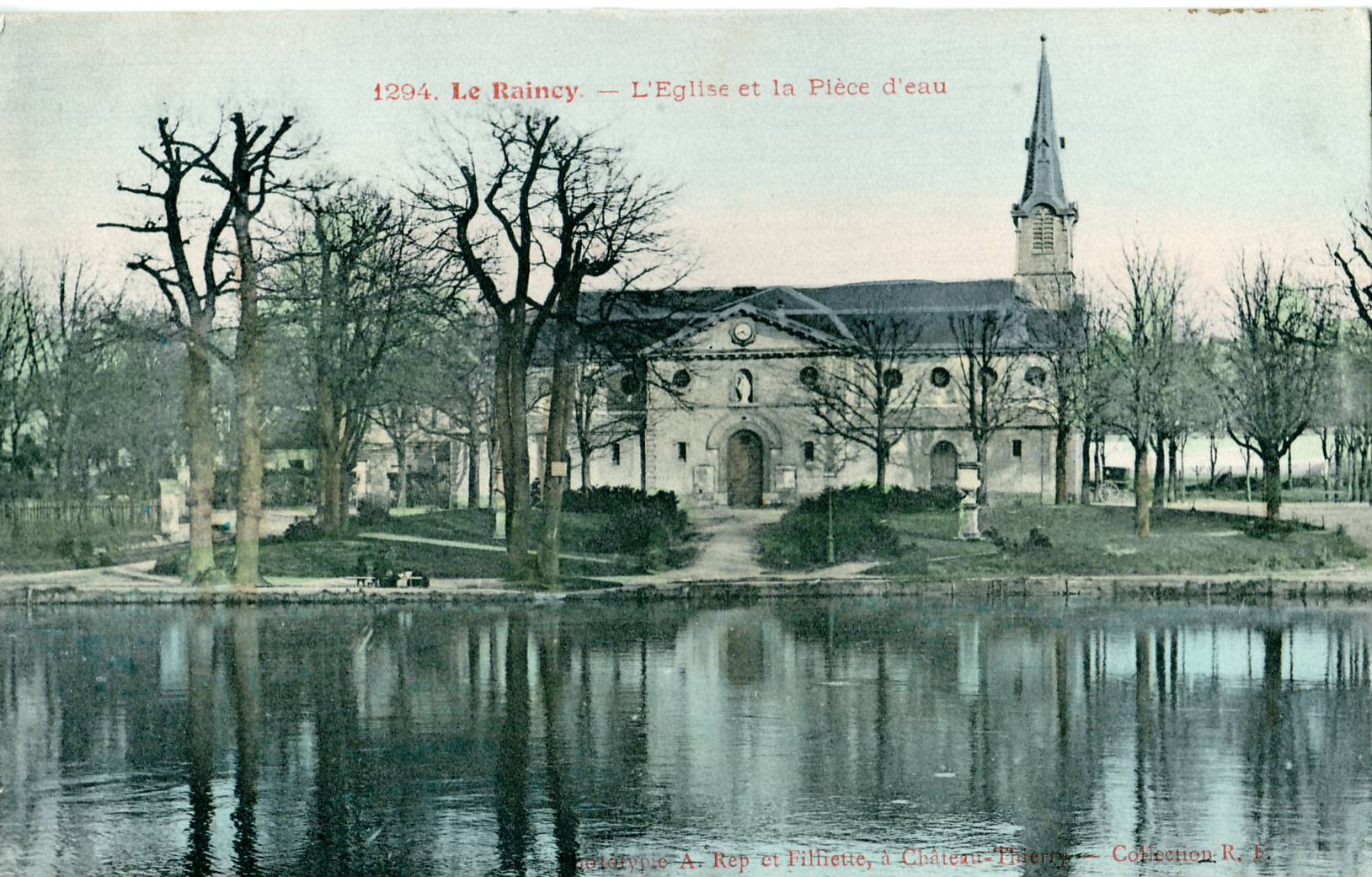
L'église Saint-Louis du Raincy a été aménagée dans la grange de l'ancienne ferme du Château en 1858. D'abord simple chapelle, elle a été transformée en église paroissiale en 1869 par mandement de l'évêque de Versailles.

La commune du Raincy est formée par décret impérial du 20 mai 1869 par le détachement d'une partie de Livry.
Le Raincy se trouve au milieu du pays d'Aulnoye.
Le nom du hameau provient sans doute du latin reincendere – « brûler à nouveau » – évoquant des brûlis en lisière de forêt. Le prieuré connu sous le nom de Remse fut fondé par Beaudoin de Villefix qui, aux alentours de 1130, y érigea une église pour des moines religieux de l'ordre de l'abbaye de Tiron, rattachée au diocèse de Chartres. Au XVIe siècle, il est rapporté qu'une famille Julien possède un fief dans la clairière du Raincy.
En 1633, « la terre des Rincis » fut achetée par Jacques Bordier, conseiller d'État et intendant des finances du roi Louis XIII, qui fit construire en 1640, à l'emplacement de l'abbaye bénédictine tombée en ruine, un château d'une magnificence royale portant la signature de Le Vau pour l'architecture et Le Nôtre pour les jardins ; Le Brun dirigea les peintures et fresques François Perrier, Van Obstal, Charles-Alphonse Dufresnoy, Philippe de Buyster, Louis Testelin et Giovanni-Francesco Romanelli y œuvrèrent également. Les écuries pouvaient accueillirent plus de 200 chevaux, le parc faisait plus de 240 hectares, un des plus vastes de la région. Le château rivalisait avec le château de Versailles. Il coûta la somme de 4 500 000 livres, et engloutit la quasi-totalité de la fortune de Bordier. Le roi Louis XIV, accompagné de sa mère Anne d'Autriche, vint spécialement inaugurer le château, dont la notoriété était parvenue jusqu'à la cour.
Vers 1652, Bordier reçut la permission d'enclore le Parc dont jusque-là rien ne permettait de le distinguer de la vaste forêt de Bondy.
Bordier rattacha alors cette terre à celle de Bondy dont il était également le seigneur.
Après la mort de Jacques Bordier, le domaine passa en 1663 sous la suzeraineté de la princesse Palatine.
Le château était le lieu de villégiature de nombreuses personnalités éminentes : Louis XIV, Louis XV, le Grand Condé, le Tsar Pierre le Grand, la famille d'Orléans, Madame de Montesson, la courtisane écossaise Grace Dalrymple Elliott. En 1664, devant Anne de Gonzague, Molière y donna la première représentation de Tartuffe.
En 1684, la princesse décéda et le domaine revint à Louis II de Bourbon-Condé; celui-ci le vendit en 1694 au marquis de Livry, Louis Sanguin, alors premier maître d'hôtel du Roi et capitaine des chasses. Il réunit les terres de Livry et celles du Raincy, et le château devint celui de Livry.
En 1769, Louis-Philippe d'Orléans, acheta le domaine en se défaisant de son château de Bagnolet; il acquit le domaine pour 1 000 000 francs ; il n'en paya que 763 000, le reste ne fut jamais soldé. Venant d'offrir la seigneurie de Villemomble à Mademoiselle Le Marquis, dite Madame de Villemomble, avec laquelle il entretenait des liens cordiaux, et souhaitant continuer à pouvoir la rencontrer amicalement, il fit pratiquer le percement d'une porte dans le mur d'enceinte donnant sur Villemomble. Il confia la modification des intérieurs à l'architecte Henri Piètre, alors architecte ordinaire du prince.
Il fit redessiner le parc « à l'anglaise » par un certain Pottier, Chevalier de l'Ordre royal et militaire de Saint-Louis ce dernier, retiré du service, s’était fait une réputation de dessinateur de jardins anglais ; ce fut l'un des premiers parcs à l'anglaise de France.
Vers 1773, c'est ce même Pottier qui le réaménagea et l'agrémenta de cascades artificielles et y fit bâtir des dépendances telles qu'une vacherie et, spécialement sur demande du duc d'Orléans qui était très féru de chasse, un chenil. Un accord fut signé entre le président Hocquart, alors seigneur de Gagny et de Montfermeil, et Louis-Philippe d'Orléans pour la réalisation d'un aqueduc afin d'alimenter les fontaines du château; celui-ci prenait ses sources à la fontaine Martelet, le lac des Sept-Îles, et la fontaine Saint-Fiacre. Une pompe à feu fut construite par un mécanicien anglais nommé Spiring spécialement pour grossir le flux d'eau ; elle pompait une nappe située à 75 m en contrebas, cette dernière serpentait dans le parc sous forme de rivière artificielle et débouchait dans un lac où se trouvait un pavillon bâti sur un rocher en son milieu. Le mur d'enceinte était alors percé de cinq portes d'accès : les portes de Gagny, de Villemomble, de Bondy, de Chelles, et la principale, la porte de Livry au flanc de laquelle se situait un lac, une laiterie, une orangerie située dans le parc de l'actuel lycée Albert Schweitzer ; quant à la porte de Chelles, qui se situait au lieu-dit le petit Raincy, elle abritait un appartement pouvant accueillir un hôte.
L'Ermitage nommé ainsi car d'après Charles Beauquier les jours de réception au château un domestique déguisé en ermite disait la bonne aventure aux invités.
En 1785, le fils de Louis-Philippe d'Orléans, Louis-Philippe Joseph d'Orléans, hérita du domaine. En 1787, il ordonna d'embellir les jardins, le parc et le château. Pour cela il fit appel à Thomas Blaikie. Ce jardinier écossais renommé, réputé notamment pour la conception du jardin de Bagatelle, dont le style était très en vogue à l'époque, transforma le parc en jardin paysager, une mode arrivant de Grande-Bretagne, et s’appliqua à répartir bosquets et plantations tout en respectant les irrégularités du terrain, comme le veut la conception de ces parcs nouvelle manière. Il y bâtit des installations agricoles, une ferme mais aussi une ménagerie, intégrées au parc paysager.
Alexander Howatson succéda à Blaikie : ce dernier le trouvait médiocre mais considérait malgré tout qu'il s'occupait avec brio des pelouses du château du Raincy dont il avait la charge.
En héritant du château, Louis-Philippe Joseph d'Orléans, le futur Philippe Égalité (1747-1793), engagea du personnel d’outre-Manche pour gérer l’ensemble des plantations et activités du parc. Le personnel et leurs familles furent logés dans des maisons individuelles et autorisés à cultiver quelques arpents de terre pour leur propre compte. Progressivement, ce que l’on appellera le « hameau anglais » se constitua et la maison dite du régisseur (18 bis boulevard du Nord) en rappelle le souvenir. Du temps de Philippe Égalité, les employés vécurent dans une espèce de vie communautaire indépendante qui, à l’époque, fut perçue comme une idée novatrice. Les historiens qui, plus tard, se pencheront sur ce fonctionnement, parleront d’un concept de parc paysager à vocation sociale.
Pendant la Révolution, en 1793, Louis-Philippe Joseph d'Orléans fut guillotiné et les sans-culottes saccagèrent le château qui représentait à leurs yeux l'opulence de la monarchie.
Sous le Directoire, le domaine passa de mains en mains d'hommes fortunés, comme l'un des frères Perrin, entrepreneur général des Maisons de jeux en France, qui le loua au munitionnaire Ouvrard.
Ouvrard confia la démolition et la reconstruction d'un édifice de taille plus modeste à l'architecte Louis-Martin Berthault. Ce dernier remania également le parc.
Ouvrard y donna de somptueuses réceptions ainsi que de grandes battues auxquelles participèrent Madame de Récamier et Madame de Tallien, qu'il évoqua dans ses Mémoires de 1799.
Il acquit la propriété du château en 1806 avant de faire faillite l'année suivante et dut s'en séparer au profit de Claude-Xavier Carvillon des Tillieres, qui le lui racheta. Ce dernier le recouvra en le louant au général Junot duc d'Abrantes.
En 1811, Napoléon Ier, méprisant Ouvrard qu'il considérait comme un exploiteur, racheta le parc mais le délaissa. Lors de la campagne de France, celui-ci fut occupé à la fin mars 1814 par l'armée prussienne qui y commit de nombreuses dégradations.
Le château et son parc ne furent rendus aux Orléans qu’en 1819. Louis-Philippe Ier, alors duc d'Orléans, et sa sœur Adélaïde rachetèrent le domaine alors que le château était complètement détruit. Ses habitants devaient loger dans les quatre pavillons, appelés les « maisons russes », lesquels avaient été construits vers 1775-1780. Ils seront eux-mêmes dévastés en 1848, après la chute du roi.
Le 29 juillet 1830, durant la vague révolutionnaire, Louis Philippe Ier quitta son château de Neuilly habillé en bourgeois et coupa à travers champs pour se cacher dans sa propriété du Raincy. Thiers le rejoignit pour lui proposer la Couronne de France.
La révolution de février 1848 conduisit Louis-Philippe Ier à abdiquer le 24 février et à quitter Paris puis la France pour s'exiler en Angleterre. La foule furieuse et affamée se précipita à l'entrée du parc. Monsieur Guinet, garde général du domaine, proposa d’ouvrir les grilles afin de lâcher les daims et les cerfs, élevés en liberté dans le parc, pour disperser la foule. Cette initiative lui fut refusée. La foule réussit à se frayer un chemin en détruisant les grilles du parc et se mit à saccager les habitations, pillant tout ce qu'elle trouvait, allant jusqu'à décimer le gibier aux abois. Pour les habitants révoltés, la prise du parc du Raincy fut alors considérée comme une victoire symbolique sur la monarchie.
En septembre 1848, les chasses de la forêt de Bondy, incluant les parties boisées du domaine du Raincy, furent louées par adjudication publique. La vénerie subsista encore un certain temps grâce à l’acquéreur du parc, Léon Bertrand. Celui-ci, grand amateur de chasse, dirigeait à Paris le Journal des Chasseurs. Pourtant, les battues qu’il organisa furent sans commune mesure avec les grandes chasses organisées par la famille d’Orléans qui avaient fait la renommée du domaine.
Le 12 janvier 1853 à la suite du décret du 10 janvier 1852 ordonnant la confiscation des biens de la maison d'Orléans, le parc fut déclaré propriété nationale. Il fut loti à partir de 1854.
Le Raincy fut érigée en commune par décret impérial du 20 mai 1869 par le détachement d'une partie de Livry et la municipalité acquit le domaine vers 1880.

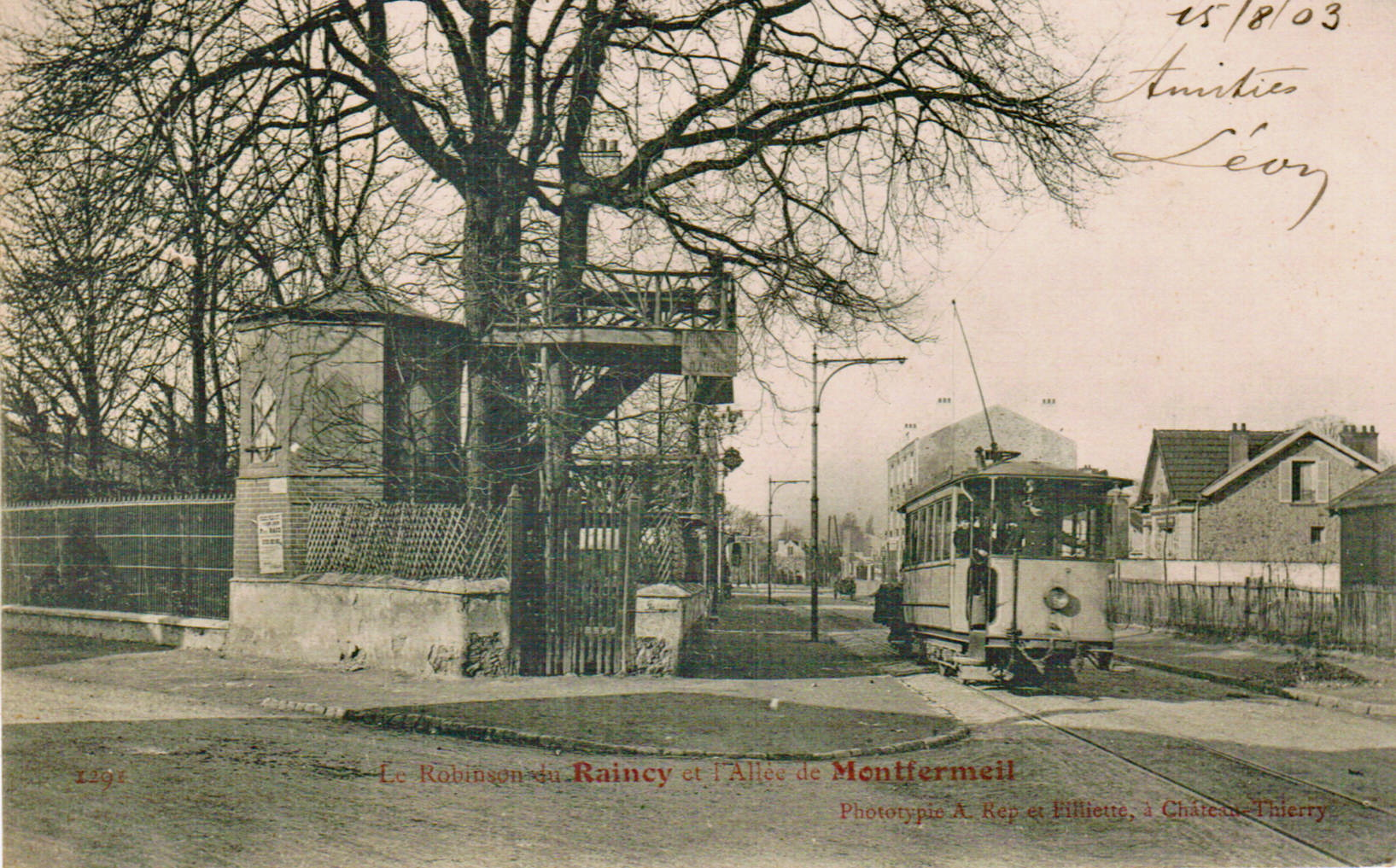
La ville était desservie, au début du XXe siècle par deux lignes de tramways qui avaient leur terminus en Gare du Raincy - Villemomble - Montfermeil :
- la ligne Le Raincy - Montfermeil, qui fut la dernière ligne des anciens tramways parisiens, puisqu'elle cessa son exploitation, sous le no 112, le 14 avril 1938
- La ligne 6 des Nogentais, qui reliait la ville à la place de la République à Paris.

Enfin, l’ancien chenil, connu aujourd’hui sous le nom des « Tourelles », a été transformé en logements sociaux. Toutefois, au gré de ses promenades, le Raincéen attentif peut remarquer le chêne de l’allée des Acacias et le séquoia de l’avenue de Livry, seuls survivants des arbres du parc du château du Raincy. Il demeure peu de traces de ce parc en dehors de la maison du régisseur et de la pièce d’eau. Celle-ci est aujourd’hui intégrée dans le parc du lycée Albert Schweitzer. Citons aussi le pavillon de l’Horloge (7 boulevard du Nord), surmonté d’un clocheton, vestige d’une ancienne dépendance construite dans le parc ayant abrité, sous le Premier Empire, le général Jean-Andoche Junot, duc d’Abrantès, un clocheton en vitraux situé allée des Hêtres vestige du pavillon de la boucherie là où était dépecé le gibier après les chasses.
Au début de l'urbanisation, de nombreuses familles bourgeoises et aristocrates très aisées achètent des parcelles et construisent de splendides demeures dont certaines ont subsisté jusqu'à nos jours. La commune était alors très peu peuplée et était un lieu de villégiature renommé par son histoire et apprécié pour sa verdure et son calme. Bien qu'entièrement urbanisée, la ville a su garder ces derniers caractères de nos jours.
Durant la bataille de la Marne en 1914, le général Maunoury y établit son quartier général dans l'actuelle mairie.
Le décret du 7 novembre 1962 crée l'arrondissement du Raincy, la commune devenant ainsi sous-préfecture du département de Seine-et-Oise. La loi du 10 juillet 1964 définit la réorganisation administrative de la région parisienne... et le Raincy devient sous-préfecture du nouveau département de la Seine-Saint-Denis.
Depuis son urbanisation, la ville a toujours abrité une population aisée ainsi que de nombreuses personnalités.

## Politique et administration

### Rattachements administratifs et électoraux
Rattachements administratifs
Antérieurement à la loi du 10 juillet 1964, la commune faisait partie du département de Seine-et-Oise. La réorganisation de la région parisienne en 1964 a fait de la ville le chef-lieu de l'arrondissement du Raincy du nouveau département de la Seine-Saint-Denis, après un transfert administratif effectif au 1er janvier 1968.
Lors de la création de la commune en 1869, La ville fait partie du canton de Gonesse. En 1882, elle devient le chef-lieu du canton du Raincy du canton de Sèvres de Seine-et-Oise, puis, en 1967, de la Seine-Saint-Denis. Dans le cadre du redécoupage cantonal de 2014 en France, cette circonscription administrative territoriale a disparu, et le canton n'est plus qu'une circonscription électorale.
La ville accueille également un tribunal d'instance situé 8, allée Baratin.
Rattachements électoraux
Pour les élections départementales, la commune fait partie depuis 2014 du Canton de Villemomble
Pour l'élection des députés, elle fait partie de la douzième circonscription de la Seine-Saint-Denis.

### Intercommunalité
Dans le cadre de la mise en œuvre de la volonté gouvernementale de favoriser le développement du centre de l'agglomération parisienne comme pôle mondial est créée, le 1er janvier 2016, la métropole du Grand Paris (MGP), à laquelle la commune, qui n'était membre d'aucune intercommunalité, a été intégrée.
Dans le cadre de la mise en place de la métropole du Grand Paris, la loi portant nouvelle organisation territoriale de la République du 7 août 2015 (loi NOTRe) prévoit la création d'établissements publics territoriaux (EPT), qui regroupent l'ensemble des communes de la métropole à l'exception de Paris, et assurent des fonctions de proximité en matière de politique de la ville, d'équipements culturels, socioculturels, socio-éducatifs et sportifs, d'eau et assainissement, de gestion des déchets ménagers et d'action sociale.
La commune a donc également été intégrée le 1er janvier 2016 à l'établissement public territorial Grand Paris - Grand Est.

### Tendances politiques et résultats
À la différence de nombreuses communes du reste du département de la Seine-Saint-Denis, Le Raincy n'a jamais fait partie de la Ceinture rouge.
Au second tour des élections municipales de 2014 dans la Seine-Saint-Denis, la liste DVD menée par Jean-Michel Genestier — qui bénéficiait du report de la liste DVD du 1er tour menée par Roger Bodin  — obtient la majorité absolue des suffrages exprimés, avec 3 429 voix (54,35 %, 26 conseillers municipaux élus), devançant largement les listes menées respectivement par, :
- le maire sortant Éric Raoult (UMP-UDI, 2 265 voix, 6 conseillers municipaux élus) ;
- Stéphane Lapidus (PS, 615 voix, 9,74 %, 1 conseiller municipal élu).

Lors de ce scrutin, 39,50 % des électeurs se sont abstenus.
Lors du second tour des élections municipales de 2020 dans la Seine-Saint-Denis,, la liste UDI menée par le maire sortant Jean-Michel Genestier remporte la majorité absolue des suffrages exprimés, avec 1 882 voix (50,33 %, 25 conseillers municipaux élus dont 1 métropolitain), devançant largement les listes menées respectivement par :
- Claire Gizard — qui bénéficiait du report de la liste du 1er tour LREM[29] - Agir de David Pereira  — (DVD - SL, 1 353 voix, 36,18 %, 6 conseillers municipaux élus) ;
- Pierre-Marie Salle — qui bénéficiait du report de la liste LR diss. du 1er tour de l'ancien maire Éric Raoult — (504 voix, 13,47 %, 2 conseillers municipaux élus).

Lors de ce scrutin, marqué par la pandémie de Covid-19 en France, 61,77 % des électeurs se sont abstenus.

### Administration municipale
La commune du Raincy est créée en 1869 par décret du 20 juin 1869 par démembrement des territoires de Gagny, Livry-Gargan et Clichy-sous-Bois.
Le nombre d'habitants au dernier recensement étant compris entre 10 000 et 19 999, le nombre de membres du conseil municipal est de 33.

### Sécurité
L'ancien maire, Éric Raoult, a fait de la sécurité dans la ville une des questions phares de ses mandats. La ville bénéficie depuis longtemps d'un commissariat de police auparavant partagé avec Clichy-sous-Bois et après redécoupage des zones, désormais[Quand ?] partagé avec Villemomble. La caserne de gendarmerie inoccupée est transformée en hébergement d'urgence d'une capacité de 70 places et gérée par une association.
La municipalité a créé[Quand ?] un poste de police municipale et mis en place des caméras de surveillance. Durant les émeutes de 2005, le maire avait décrété un couvre-feu par mesure de sécurité alors que la ville était pourtant épargnée. La commune avait fait partie des premières villes tests pour la mise en service du Taser pour équiper la police municipale. Selon l'Observatoire National de la Délinquance, publiant le classement général de la délinquance en 2008, la commune se place 39e sur les 40 communes que compte la Seine-Saint-Denis, ce qui en fait la plus sûre du département après Gournay-sur-Marne[réf. nécessaire].

### Jumelages
- Finchley (Grande-Bretagne)
- Clusone (Italie)
- Yavné (Israël)
- Caldas da Rainha (Portugal)

## Population et société

### Démographie
L'évolution du nombre d'habitants est connue à travers les recensements de la population effectués dans la commune depuis 1872. Pour les communes de plus de 10 000 habitants les recensements ont lieu chaque année à la suite d'une enquête par sondage auprès d'un échantillon d'adresses représentant 8 % de leurs logements, contrairement aux autres communes qui ont un recensement réel tous les cinq ans,.

En 2022, la commune comptait 14 778 habitants, en évolution de +1,91 % par rapport à 2016 (Seine-Saint-Denis : +4,67 %, France hors Mayotte : +2,11 %).
| 1872  | 1876  | 1881  | 1886  | 1891  | 1896  | 1901  | 1906  | 1911  |
| ----- | ----- | ----- | ----- | ----- | ----- | ----- | ----- | ----- |
| 2 341 | 2 741 | 4 091 | 5 428 | 5 477 | 5 826 | 7 129 | 8 080 | 9 368 |

| 1921   | 1926   | 1931   | 1936   | 1946   | 1954   | 1962   | 1968   | 1975   |
| ------ | ------ | ------ | ------ | ------ | ------ | ------ | ------ | ------ |
| 10 801 | 12 176 | 13 014 | 12 145 | 12 397 | 14 242 | 14 908 | 14 224 | 13 767 |

| 1982   | 1990   | 1999   | 2006   | 2011   | 2016   | 2021   | 2022   | - |
| ------ | ------ | ------ | ------ | ------ | ------ | ------ | ------ | - |
| 13 187 | 13 478 | 12 961 | 14 130 | 13 928 | 14 501 | 14 877 | 14 778 | - |

### Enseignement
Le Raincy est située dans l'académie de Créteil.

#### Enseignement pré-élémentaire et élémentaire public
- Groupe scolaire Thiers
- Groupe scolaire Les Fougères
- Groupe scolaire La Fontaine

Ces écoles sont gérées par l'inspection départementale de l’Éducation nationale, située au Raincy (à l'école Thiers) et par le rectorat de Créteil.

#### Enseignement secondaire public
- Collège Jean-Baptiste-Corot
- Lycée polyvalent René-Cassin

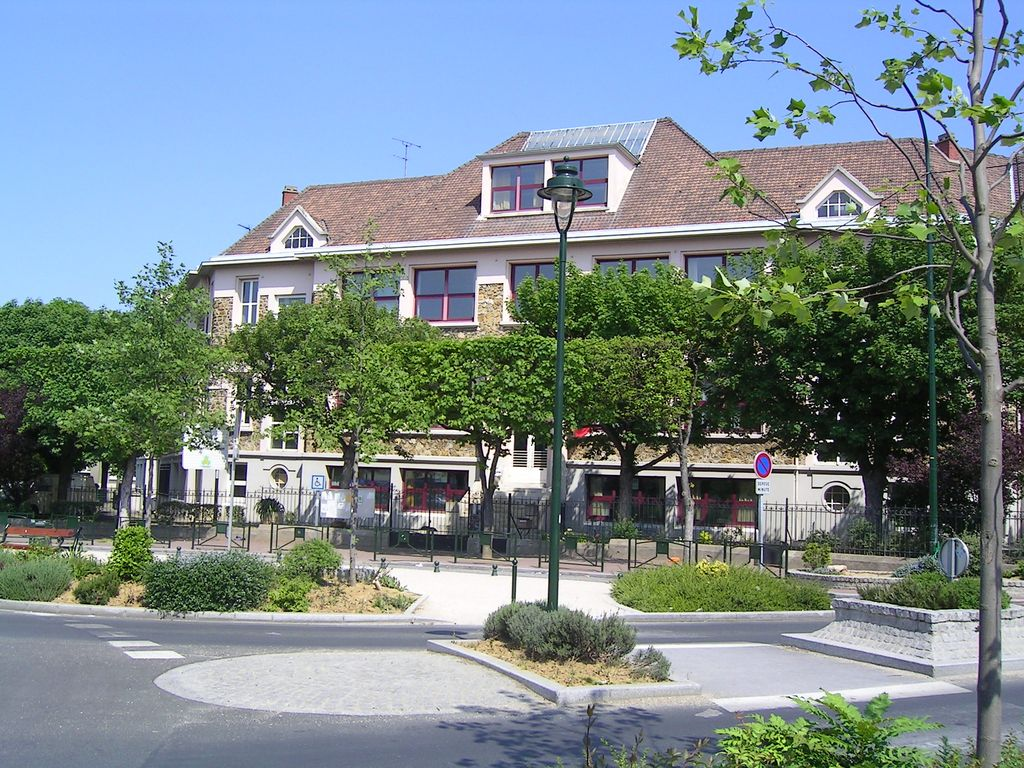
Collège Jean-Baptise-Corot.

- Lycée polyvalent Albert-Schweitzer

#### Enseignement privé
- École, collège et lycée Saint-Louis - Sainte-Clotilde (école catholique)
- École, collège et lycée Merkaz Hatorah (école juive)
- École et collège Tebrotzassère (école arménienne)
- Lycée franco-arménien Nevarte-Gulbenkian (construction du bâtiment non achevée)
- Lycée professionnel privé Jeanne-la-Lorraine (lycée catholique)

#### Enseignement supérieur
- Lycée Albert-Schweitzer : 14 classes préparatoires aux grandes écoles (littéraires, scientifiques, commerciales) et 4 classes de BTS.

### Santé
En raison de sa forte concentration de population aux revenus aisés dont des professions libérales[réf. souhaitée], la ville dispose de nombreux cabinets de médecins généralistes, de dentistes, orthophonistes, psychiatres et pédopsychiatres.
La ville disposait auparavant d'un hôpital situé au Boulevard de l'Ouest, nommée Hôpital Valère Lefebvre. Cet hôpital a fermé et est désaffecté depuis les années 1990, ce qui pousse les habitants à se rendre à l'hôpital de Montfermeil duquel ils dépendent.

### Sports
- Un centre omnisports, situé 26 avenue Thiers ;
- Une piscine ;
- Une salle de musculation, située boulevard du Nord ;
- Un terrain de football et des tennis, situés boulevard du Nord ;
- Un dojo, situé allée des Bosquets

D'autre part, Le Raincy abrite différentes associations sportives permettant la pratique des sports suivants : l'aïkido / kempo, l'aqua-sport, la culture physique, l'escrime, le football, le football de table, le golf, la gymnastique volontaire, le handball, le judo / ju-jitsu, le karaté, la musculation, le fitness, la plongée sous-marine, la natation, le self défense, le taekwondo, le tennis, le tennis de table, le volley-ball.
La ville disposait autrefois d'une patinoire, qui a fermé en 1999. Le bâtiment est resté abandonné jusqu'en 2008, lorsqu'il a été détruit afin de construire l'espace Raymond Mège, un centre destiné aux associations de jeunesse.

### Cultes
Trois cultes sont principalement présents sur la ville :
- Le culte catholique avec deux églises : Notre-Dame-de-la-Consolation au 83 avenue de la Résistance et Saint-Louis à la place des Fêtes ;
- Le culte réformé avec le temple protestant du Raincy au 17 allée de l'Ermitage ;
- Le culte juif avec la synagogue au 19 allée Chatrian.

### Sépultures
La ville possède deux cimetières :

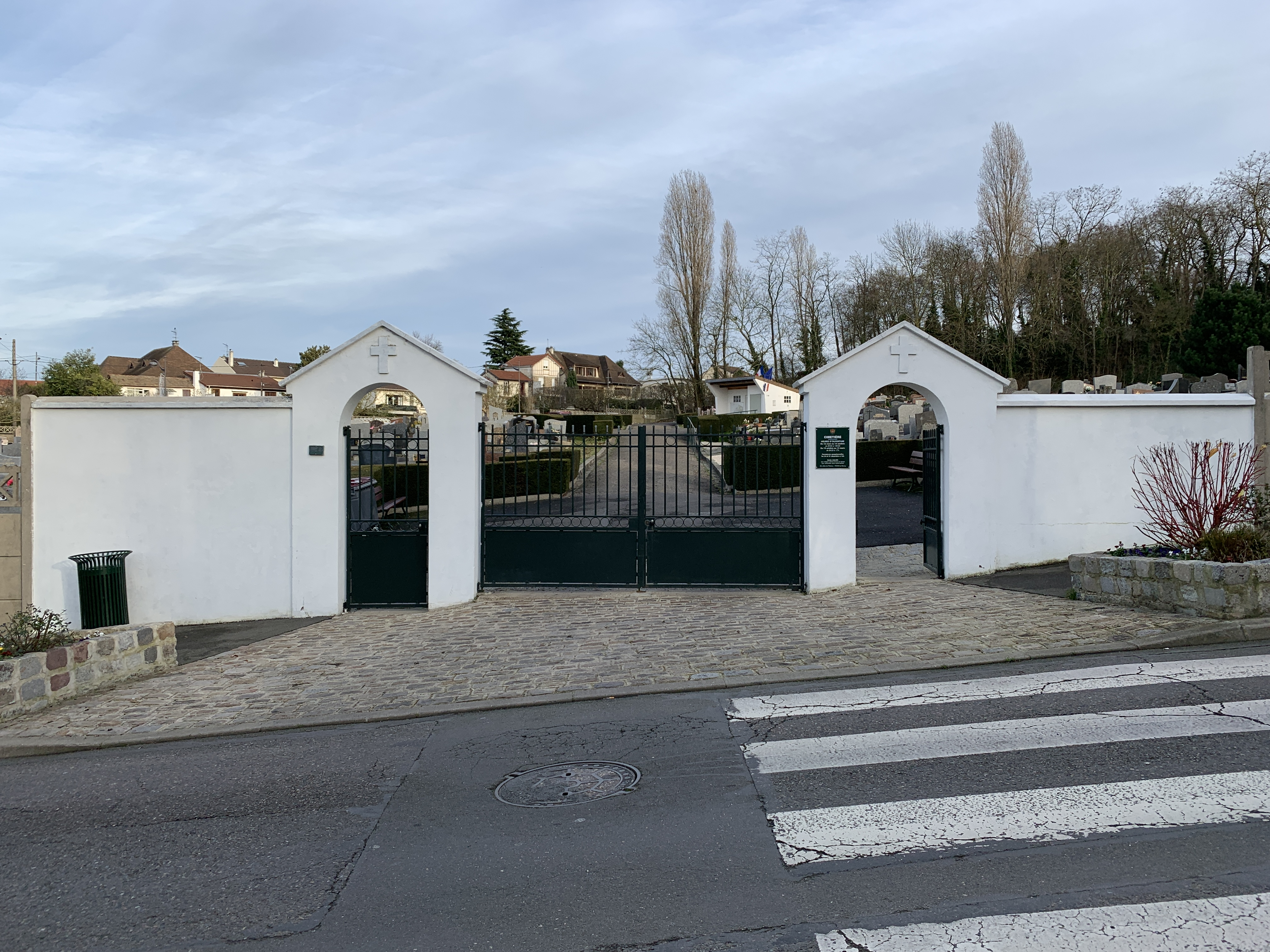
Entrée du nouveau cimetière.

- L'ancien cimetière situé 85 boulevard de la République à Livry-Gargan[42].
- Le nouveau cimetière, situé 50, allée du Plateau au Raincy[43], une petite partie est située à Clichy-sous-Bois.

## Économie

### Revenus de la population et fiscalité
En 2011, le revenu fiscal médian par ménage était de 39 344 €, ce qui plaçait Le Raincy au 3 550e rang parmi les 31 886 communes de plus de 49 ménages en métropole.
En 2009, 70,7 % des foyers fiscaux étaient imposables.
En 2008, avec un revenu net moyen imposable par foyer fiscal de 37 750 €, contre une moyenne de 19 749 € en Seine-Saint-Denis, la commune reste atypique dans le département. Si on le compare à certaines communes de la région Île-de-France, ce revenu moyen se situe entre ceux de Saint-Maur-des-Fossés et de Levallois-Perret. Le Raincy devance ainsi largement quelques autres villes où les revenus sont également sensiblement supérieurs à la moyenne départementale, notamment Neuilly-Plaisance, Villemomble, Gagny, Livry-Gargan ou encore Les Lilas, moins nettement Coubron ou bien Gournay-sur-Marne dont le revenu moyen par foyer fiscal s'élevait, pour la même année 2008, respectivement à 36 242 € et 29 793 € (source Insee[Quoi ?]).
Selon un classement du magazine économique Capital de décembre 2009, reprenant les chiffres du ministère de l'Économie, des Finances et de l'Industrie, la ville se place 148e sur les 4 000 communes représentées au palmarès 2008 des villes abritant plus de dix foyers fiscaux justifiant d'un revenu fiscal de référence supérieur ou égal à 97 500 €, ce qui représente 6 % de sa population.
La ville abrite une population qui est pour beaucoup plus aisée que dans le reste de la Seine-Saint-Denis, elle comporte une part importante de professions libérales, dirigeants d'entreprises, cadres...
La ville possédant moins de 20 000 habitants, à ce titre ne dispose pas de statistiques INSEE concernant son nombre de contributeurs redevables à l'ISF. Toutefois sur un plan départemental, 75 % des contributeurs redevables à l'ISF du département résident au Raincy[réf. nécessaire].
La part des revenus de professions non salariées est une des plus élevées de la région Île-de-France, à savoir 9,6 % des revenus de professions non salariées (en comparaison, Neuilly-sur-Seine n'en compte pour la même période que 8,8 %) (source Insee 2006[Quoi ?]).
La ville, atypique dans le département, est souvent qualifiée « d'enclave bourgeoise » et surnommée « Le Petit Neuilly du 93 ».

### Emploi
En 2009, la population âgée de 15 à 64 ans s'élevait à 9 106 personnes, parmi lesquelles on comptait 75,6 % d'actifs dont 68,6 % ayant un emploi et 7,0 % de chômeurs.
On comptait 4 479 emplois dans la zone d'emploi, contre 4 633 en 1999. Le nombre d'actifs ayant un emploi résidant dans la zone d'emploi étant de 6 313, l'indicateur de concentration d'emploi est de 70,9 %, ce qui signifie que la zone d'emploi n'offre que deux emplois pour trois habitants actifs.

### Entreprises et commerces

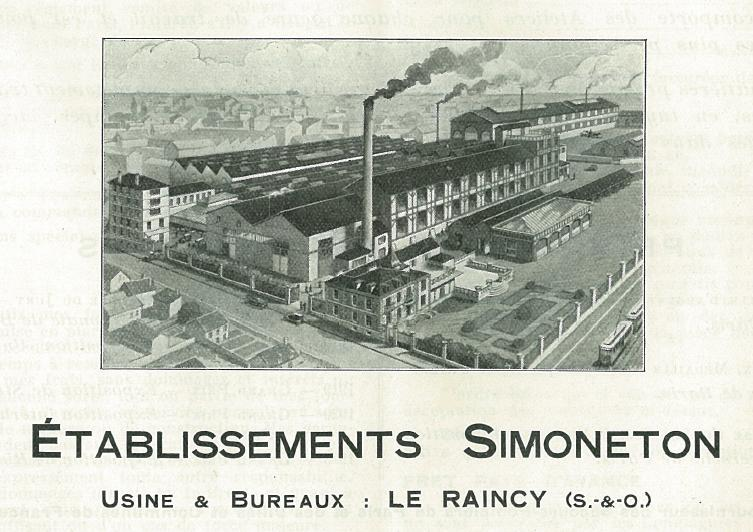
Vue de l'Usine du Raincy dans les années 1920.

En 2011, 182 entreprises ont été créées à Le Raincy, dont 94 par des autoentrepreneurs.
Au 31 décembre 2010, Le Raincy comptait 3 921 établissements : aucun dans l’agriculture-sylviculture-pêche, 53 dans l'industrie, 544 dans la construction, 1 588 dans le commerce-transports-services divers et 1 736 étaient relatifs au secteur administratif.
Les établissements Simoneton, filatures et constructions de filtres industriels, pompes et matériel pour le service d'incendie furent une importante usine située sur le plateau du Raincy entre 1876 et 1969. D’une superficie de près de trois hectares, l’usine du Raincy occupa dans les années 1920 plus de 200 personnes dans ses ateliers et bureaux, ouvriers et ouvrières du Raincy et de la région. Les lignes de tramway de l’époque « Gare du Raincy-Montfermeil » et « Opéra-Raincy » avaient un arrêt facultatif avenue Thiers à la hauteur de l’allée des Coteaux pour favoriser l’accès entre la gare et l’usine. La qualité de fabrication de ses appareils et la modernité de sa technologie permirent à cette entreprise d’acquérir un renom mondial dans ce genre de fabrication qui fut ainsi récompensée par de nombreux prix aux expositions universelles et internationales de l’époque. En effet, l’usine du Raincy exportait déjà sa production sur tous les continents.
Bien que principalement résidentielle, la commune accueille aujourd’hui des entreprises du secteur tertiaire, pour la plupart des commerces de proximité. Le centre-ville est particulièrement dense en commerces, services et cabinets médicaux. La commune dispose en outre d’un bureau de Poste, d’agences de chaque banque nationale et société d’assurance. Un marché se tient tous les jours de la semaine.
Le Raincy offre ainsi aux employés de ces entreprises un cadre vivant et familial.

## Culture locale et patrimoine

### Lieux et monuments
- La célèbre église Notre-Dame du Raincy, chef-d’œuvre d'Auguste Perret, première église construite entièrement en béton. Cet édifice datant de 1923 a été classé Monuments historiques dès 1966. Construit par la paroisse du Raincy, grâce à un legs et de nombreux dons à la suite de la souscription lancée par le chanoine Félix Nègre, il est la propriété du diocèse de Saint-Denis[47]. 
Il existe aussi au Raincy une autre église catholique, l'église Saint-Louis qui fut établie dans l'ancienne grange de la ferme du parc d'origine (inscrite à l'Inventaire supplémentaire des Monuments Historiques), un temple protestant et une synagogue construite par l'architecte Henri Guimonneau, un des anciens maires du Raincy.
- La Montagnette, ancienne demeure de Hermann Herold, banquier suisse.
- Un lycée à l'architecture originale, dû à un élève de Le Corbusier, Raymond Petit, architecte des Palais Nationaux[48], inscrit à l'Inventaire supplémentaire des Monuments historiques avec tout le parc du lycée comprenant des essences remarquables, y compris l'ancienne orangerie du parc[49].
- Le quadrilatère formé par le parc du lycée Albert Schweitzer est bâti sur l'ancien jardin à la française, il reprend le contour du tracé dessiné par Le Nôtre son contenu ayant été modifié durant les phases de modifications topographiques (grotte et lac artificiel) effectuées à l'anglaise.
- L'ancien chenil du château, réhabilité en logements sociaux (résidence des Tourelles), avait été bâti en 1773 par Pottier pour le duc d'Orléans, féru de chasse à courre[50].
- Deux vases en marbre blanc de 1,46 m de hauteur et rehaussés de têtes de béliers, vestiges des ornements du château du Raincy, se trouvent place des Fêtes (devant l'église Saint-Louis).
- De nombreuses demeures ou bâtiments publics datant du début de la Colonie du Raincy ou des années 1900 peuvent encore témoigner de l'âge d'or du Raincy : l'ancien bureau de Poste du Raincy située allée Théophile Binet, l'Hôtel de Ville, avenue de la Résistance.
- Une plaque située au 100, avenue de la Résistance rappelle le passé prestigieux de la ville ainsi que l'emplacement de l'ancien château du Raincy. « Ici s’éleva de 1641 à 1852 le célèbre château du Raincy, bâtit par Le Vau dans les jardins dessinés par Le Nôtre pour l'intendant des finances Jacques Bordier ensuite propriété de la princesse Palatine puis de la Maison D'Orléans avant d'être confisqué, le domaine fut loti et naquit la ville du Raincy ».

L'entrée du parc du château du Raincy se situait au bord de la route nationale 3 où se trouvent encore les deux pavillons de garde qui ont donné son nom à la commune des Pavillons-sous-Bois.

### Patrimoine culturel

#### Le Raincy et la littérature
Dans La carte et le territoire, Prix Goncourt 2010, Michel Houellebecq fait démarrer son roman au Raincy. La ville y est présentée comme une ancienne commune bourgeoise devenue, dans un futur proche, une quasi zone de non-droit.
Cette approche contraste fortement avec la vision la plus fréquente du Raincy dont l'image est, en général, celle d'une ville relativement riche et sécurisée.

#### Équipements
- École de musique : trente-trois professeurs proposent des cours d’instruments (sur une quinzaine d'instruments différents) ainsi que des pratiques collectives (chant, orchestre, musique de chambre...)
- Médiathèque : met à la disposition des ouvrages, mais aussi des cédéroms et un accès à internet.
- Centre culturel Thierry-le-Luron : propose des animations ;
- École municipale d'arts plastiques : trois professeurs proposent des cours en journée et en soirée.

### Personnalités liées à la commune

#### Naissance au Raincy
- Jolly (1776-1839), comédien et graveur français.
- Jacques Tréfouël (1897-1977), chimiste français[51].
- Gérard Louvin, producteur de spectacles français.
- Gilles Brulet, poète français né le 23 décembre 1958.
- Pierre Chavagné, écrivain.
- Frédérick Boulay, journaliste, créateur du magazine 7 sur 7 de TF1, né en 1953.
- Yves Géniès, journaliste sportif.
- Jehan Revert (1920), prêtre catholique et musicien.
- Jacques Kalaydjian, dessinateur français de bande dessinée, né le 1er janvier 1926.
- Manuel Ferrara, acteur de films classés X, né en 1975

#### Résidents
- Jacques Bordier, conseiller d'État, secrétaire du Roi et intendant des Maisons et Finances de Louis XIII, propriétaire de 1640 à 1660.
- La princesse palatine Anne de Gonzague de Clèves, propriétaire de 1663 à 1684.
- Louis II de Bourbon-Condé, propriétaire de 1684 à 1694.
- Louis XIV y séjourna.
- Madeleine de Scudéry, femme de lettres française.
- La princesse palatine Anne de Bavière (1648-1723), épouse de Louis II de Bourbon-Condé propriétaire de 1684 à 1694.
- Louis II Sanguin, marquis de Livry, propriétaire de 1694 à 1769.
- Tsar Pierre Le Grand, empereur de Russie.
- Louis Philippe d'Orléans (1725-1785), duc d'Orléans, propriétaire du château de 1769 à 1785.
- Grace Elliott Dalrymple, courtisane écossaise du duc D'Orléans.
- Louis XV y séjourna.
- Louis Philippe d'Orléans (1747-1793), dit Philippe Égalité, Premier prince du sang propriétaire de 1785 à 1789.
- Claude-Xavier Carvillon des Tillières, receveur général et négociant, propriétaire de 1789 à 1806.
- Joseph Balsamo, aventurier italien[réf. nécessaire].
- Madame Récamier, femme de lettres française.
- M. Perrin, entrepreneur général des « Maisons de Jeux en France » qui acquit le château avant de le revendre sous l'Empire à Gabriel Julien Ouvrard[52].
- Gabriel-Julien Ouvrard, financier français qui loua le château du Raincy en 1799, l'acheta en 1806 et fit faillite l'année suivante.
- Jean-Andoche Junot, général et duc d'Abrantès, il y résida sous le Premier Empire, loua le château à Carvillon des Tillères de 1807 à 1812.
- Napoléon Ier, propriétaire de 1812 à 1819.
- Pierre Trénitz, danseur français, y séjourna autour de 1800.
- Madame de Montesson, plus précisément Charlotte Jeanne Béraud de La Haye de Riou, marquise de Montesson.
- Louis-Philippe Ier, roi de France et propriétaire de 1819 à 1852 du domaine du Raincy.
- M. de Manovilliers, ancien directeur des Grands Magasins du Louvre, sa résidence abrite l'administration du lycée René Cassin.
- Éva Dufrane (1857-1905), chanteuse d'opéra[53].
- Georges Seurat, peintre, a peint plusieurs tableaux au Raincy, son père y avait une maison et un jardin.
- François-Joseph-Charles Reverchon (1829-1901), graveur français, y a vécu jusqu'à sa mort.
- Alexandre Chatrian, écrivain français, maire du Raincy en 1878, a vécu dans la ville pendant vingt ans (1870-1890).
- La Comtesse de Poix y possédait sa propriété aux environs de 1887 (1 boulevard du Nord, aujourd'hui collège Tebrotzassère – École franco-arménienne)[54].
- Marie Curie, physicienne, prix Nobel, y résida.
- Pierre Mac Orlan, écrivain, y a vécu dans les années 1920.
- François Nourissier, journaliste et écrivain, y résida durant son enfance et évoque Le Raincy dans son œuvre.
- Éric Raoult, homme politique français, ancien maire du Raincy, ancien député et ancien ministre.
- Raymond Mège, homme politique français, ancien maire du Raincy, ancien conseiller général, ancien conseiller régional.
- Yvon Gattaz, président du CNPF de 1981 à 1986.
- Serge Brindeau, poète et philosophe.
- Jacques Arnold, poète et écrivain, a été professeur au lycée Albert Schweitzer.
- Philippe Frémeaux, rédacteur en chef d'Alternatives Économiques, fut enseignant au lycée Albert Schweitzer dans la seconde partie des années 1970.
- Sylvie Vartan, chanteuse et actrice, ancienne élève du lycée Charlemagne du Raincy rebaptisé Albert Schweitzer et qui possédait une propriété non loin de ce dernier.
- Philippe de Dieuleveult, journaliste, reporter d'images.
- Catherine Basset, ethnologue spécialiste de Bali, grand prix de l'Académie Charles Cros, a été professeur au lycée Albert Schweitzer en 1976.

#### Mécènes
- Valère Lefebvre (1840-1902), banquier et peintre, mécène de la ville notamment pour la construction de l'ancien hôpital Valère Lefevbre[55].
- Hermann Hérold, financier et banquier suisse, associé de la banque John Pierpont Morgan, grand mécène de la colonie puis de la commune du Raincy et fondateur de l'Orphelinat des petites familles[56].

#### Autres
- Gérard Aschieri, secrétaire général de la Fédération syndicale unitaire de 2001 à 2007, professeur au lycée Albert Schweitzer.
- Nicole Bouteau, femme politique, ancienne ministre du territoire de Polynésie française.
- Bernard Darty, fondateur des magasins du même nom, son épouse tenait la pharmacie au coin de l'allée de Verdun.
- Pat Le Guen, producteur de télévision.
- Francky Vincent y avait sa société de production et parle du Raincy dans une de ses chansons[57].

### Héraldique, logotype et devise
| Armes du Raincy | Les armes du Raincy se blasonnent ainsi : D'or au chêne arraché de sinople, à la fasce de vair brochante, accompagnée en pointe à dextre d'un croissant de gueules et à senestre d'une fleur de lys d'azur, à la bordure aussi de gueules On y retrouve les armes de la maison d'Orléans (la fleur de lys), ainsi que celles de Jacques Bordier (le croissant de lune). La bordure de gueule rappelle que le domaine était ceinturé par un mur. Le chêne rappelle que la commune était autrefois couverte par la forêt de Bondy, la fasce de vair brochante représente les héraldiques de l'abbaye de Tiron, les onze clochettes représentent les onze communes de l'ancien canton du Raincy ; sur le blason complet, on retrouve également deux cerfs de chaque côté symbolisant la vénerie qui fit la renommée du Raincy. La devise de la ville est : Heri nemus, urbs hodie, se traduisant par « Hier forêt, ville aujourd'hui », souvent transformée en « Forêt j'étais, ville je suis ». |